# Rada Państwa (Polska)
Rada Państwa – kolegialny organ naczelny władzy państwowej Polski Ludowej w latach 1947–1989. Łączyła kompetencje władzy ustawodawczej, wykonawczej i sądowniczej. W latach 1952–1989 Rada Państwa Polskiej Rzeczypospolitej Ludowej pełniła kolegialnie funkcję głowy państwa (była odpowiednikiem prezydenta) oraz zapewniała ciągłość najwyższego kierownictwa państwowego w związku z sesyjnym trybem pracy Sejmu.
Rada Państwa działała do 19 lipca 1989 – dnia wyboru pierwszego Prezydenta PRL (Wojciecha Jaruzelskiego). Zgodnie z ustawą o zmianie Konstytucji z 7 kwietnia 1989 kompetencje Rady Państwa przeszły – co do zasady – na Prezydenta PRL (od 31 grudnia 1989 – Prezydenta RP).
Kancelaria Rady Państwa mieściła się w kompleksie Sejmu PRL przy ulicy Wiejskiej 4/6/8 w Warszawie.

## Podczas obowiązywania małej konstytucji (1947–1952)
Mała Konstytucja z 1947 roku przewidywała powstanie nowego organu, który nawiązywał do instytucji i doświadczeń Prezydium Krajowej Rady Narodowej oraz wzorowany był na stosunkach radzieckich. Nie określono warunków wybieralności i odpowiedzialności jej członków, a nawet czasu trwania jej kadencji. W skład Rady Państwa wchodzili: Prezydent Rzeczypospolitej jako przewodniczący, Marszałek i trzej wicemarszałkowie Sejmu Ustawodawczego, Prezes Najwyższej Izby Kontroli, Naczelny Dowódca Wojska Polskiego (w czasie wojny) oraz członkowie dokooptowani przez Sejm na jednomyślny wniosek Rady (początkowo 3, po nowelizacji w 1949 roku wchodziło więcej członków). Kompetencje Rady Państwa były następujące:
- zwierzchni nadzór nad radami narodowymi
- wstępne zatwierdzanie dekretów z mocą ustawy wydanych przez Radę Ministrów na podstawie ustawowego upoważnienia Sejmu
- podejmowanie uchwał w przedmiocie wprowadzenia stanu wyjątkowego lub wojennego
- wyrażanie zgody na ogłoszenie ustaw o budżecie, narodowym planie gospodarczym i poborze rekruta w przypadkach przewidzianych w art. 8 Małej Konstytucji
- rozpatrywanie sprawozdań Najwyższej Izby Kontroli
- inicjatywa ustawodawcza.

## Pozycja ustrojowa (po 1952)
Według Konstytucji PRL z 1952, Radę Państwa wybierał ze swego grona Sejm na pierwszym posiedzeniu, w składzie: Przewodniczący Rady Państwa, czterej zastępcy Przewodniczącego, Sekretarz Rady Państwa i dziewięciu (do 1961), a następnie jedenastu członków. Po upływie kadencji Sejmu Rada Państwa działała aż do wyboru Rady Państwa przez nowo obrany Sejm.
Rada Państwa podlegała (według zapisu konstytucyjnego) w całej swojej działalności Sejmowi; działała na zasadzie kolegialności. Na zewnątrz Radę Państwa reprezentował Przewodniczący lub jego zastępca. W okresach między sesjami Sejmu Rada Państwa miała władzę wydawania dekretów z mocą ustawy, które były przedstawiane Sejmowi na najbliższej sesji do zatwierdzenia; mogła też dokonywać zmian w składzie Rady Ministrów. Dokonywała ona również wykładni prawa.
Rada Państwa sprawowała zwierzchni nadzór nad radami narodowymi, przysługiwała jej inicjatywa ustawodawcza, zaś Przewodniczący Rady Państwa wraz z Sekretarzem podpisywali bez prawa weta ustawy uchwalone przez Sejm i zarządzali ich ogłoszenie w Dzienniku Ustaw.

## Kompetencje Rady Państwa (po 1952)

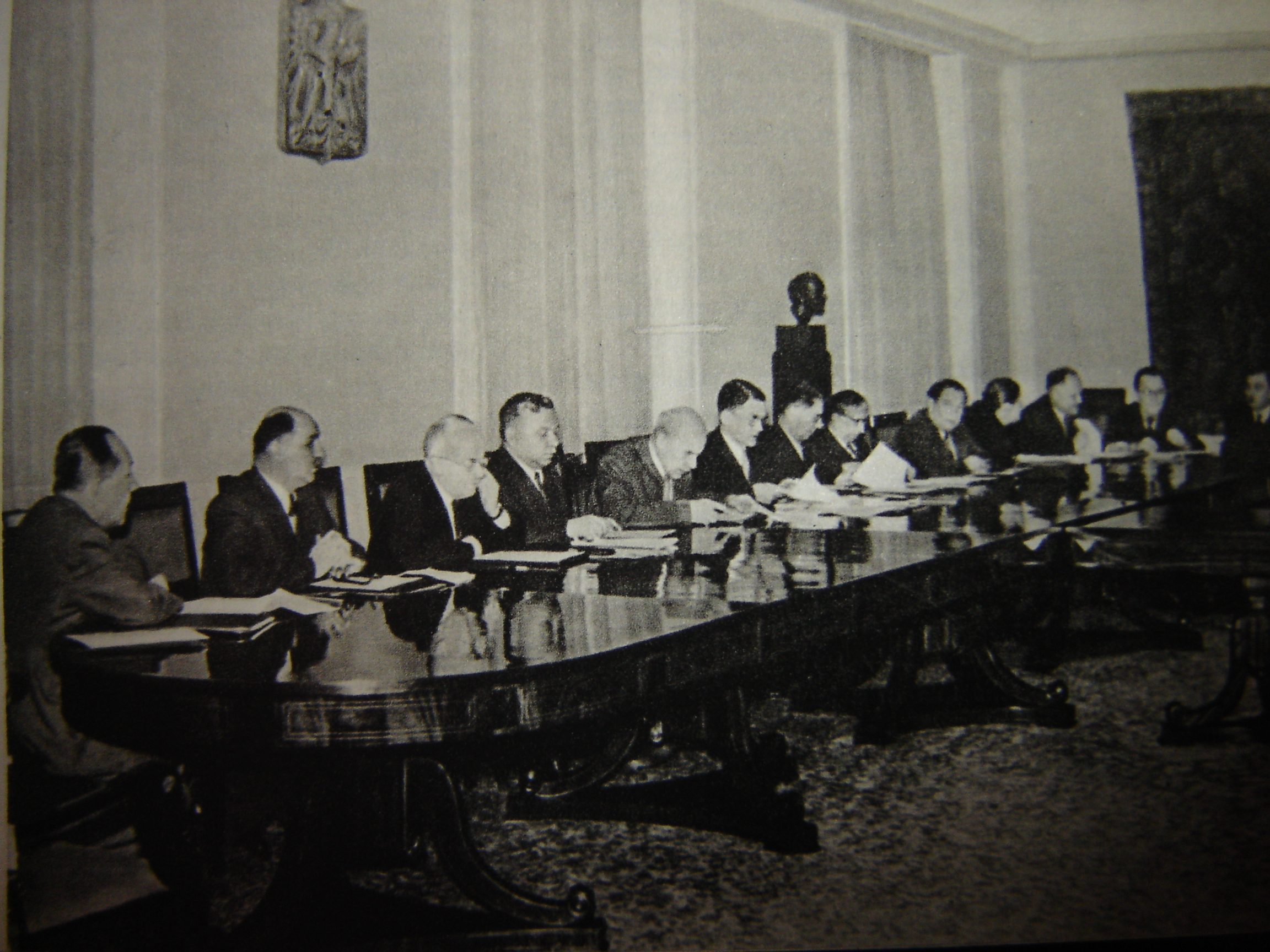
Posiedzenie Rady Państwa, lata 60. XX wieku

Zgodnie z artykułem 23 Konstytucji PRL z 1952 (z późniejszymi zmianami) Rada Państwa:
- zarządzała wybory do Sejmu
- zwoływała sesje Sejmu
- czuwała nad zgodnością prawa z Konstytucją (do czasu powołania Trybunału Konstytucyjnego w 1982)
- ustalała powszechnie obowiązującą wykładnię ustaw
- wydawała dekrety z mocą ustawy
- mianowała i odwoływała pełnomocnych przedstawicieli PRL
- przyjmowała listy uwierzytelniające i odwołujące akredytowanych przy Radzie Państwa przedstawicieli dyplomatycznych innych państw
- ratyfikowała i wypowiadała umowy międzynarodowe
- obsadzała stanowiska cywilne i wojskowe, przewidziane ustawami
- nadawała ordery, odznaczenia i tytuły honorowe
- stosowała prawo łaski
- mianowała i odwoływała sędziów
- wprowadzała stan wojenny i stan wyjątkowy (od 1983), ogłaszała częściową lub powszechną mobilizację, w przerwach między obradami Sejmu stan wojny
- wykonywała inne funkcje, przewidziane dla niej w Konstytucji lub przekazane jej przez ustawy (np. nadawała i odbierała obywatelstwo polskie).

## Rada Państwa Sejmu Ustawodawczego (1947–1952)
| Funkcja        | Imię i nazwisko            | Imię i nazwisko           | Okres pełnienia funkcji | Okres pełnienia funkcji | Lata życia |
| Funkcja        | Imię i nazwisko            | Imię i nazwisko           | Od                      | Do                      | Lata życia |
| -------------- | -------------------------- | ------------------------- | ----------------------- | ----------------------- | ---------- |
| Przewodniczący |                            | Bolesław Bierut (PZPR)    | 20 lutego 1947(dts)     | 20 listopada 1952(dts)  | 1892–1956  |
| Członek        |                            | Wacław Barcikowski (SD)   | 20 lutego 1947(dts)     | 20 listopada 1952(dts)  | 1887–1981  |
| Członek        |                            | Władysław Kowalski (ZSL)  | 20 lutego 1947(dts)     | 20 listopada 1952(dts)  | 1894–1958  |
| Członek        |                            | Stanisław Szwalbe (PZPR)  | 20 lutego 1947(dts)     | 20 listopada 1952(dts)  | 1898–1996  |
| Członek        | Roman Zambrowski (PZPR)    | 1909–1977                 | 20 lutego 1947(dts)     | 20 listopada 1952(dts)  |            |
| Członek        |                            | Henryk Kołodziejski       | 21 lutego 1947(dts)     | 9 marca 1949(dts)       | 1884–1953  |
| Członek        | 9 marca 1949(dts)          | Henryk Kołodziejski       | 20 listopada 1952(dts)  |                         | 1884–1953  |
| Członek        |                            | Józef Niećko (ZSL)        | 20 listopada 1952(dts)  | 21 maja 1948(dts)       | 1891–1953  |
| Członek        |                            | Franciszek Jóźwiak (PZPR) | 20 listopada 1952(dts)  | 9 marca 1949(dts)       | 1895–1966  |
| Członek        | Aleksander Zawadzki (PZPR) | 8 czerwca 1949(dts)       | 27 czerwca 1950(dts)    | 1899–1964               |            |
| Członek        | Michał Żymierski (PZPR)    | 8 listopada 1949(dts)     | 20 listopada 1952(dts)  | 1890–1989               |            |

## Rada Państwa I kadencji Sejmu (1952–1957)
| Funkcja                   | Imię i nazwisko                   | Imię i nazwisko              | Okres pełnienia funkcji | Okres pełnienia funkcji | Lata życia |
| Funkcja                   | Imię i nazwisko                   | Imię i nazwisko              | Od                      | Do                      | Lata życia |
| ------------------------- | --------------------------------- | ---------------------------- | ----------------------- | ----------------------- | ---------- |
| Przewodniczący            |                                   | Aleksander Zawadzki (PZPR)   | 20 listopada 1952(dts)  | 20 lutego 1957(dts)     | 1899–1964  |
| Zastępca Przewodniczącego |                                   | Wacław Barcikowski (SD)      | 20 listopada 1952(dts)  | 13 listopada 1956(dts)  | 1887–1981  |
| Zastępca Przewodniczącego |                                   | Jan Dembowski                | 20 listopada 1952(dts)  | 20 lutego 1957(dts)     | 1889–1963  |
| Zastępca Przewodniczącego |                                   | Stefan Ignar (ZSL)           | 20 listopada 1952(dts)  | 13 listopada 1956(dts)  | 1908–1992  |
| Zastępca Przewodniczącego |                                   | Franciszek Mazur (PZPR)      | 20 listopada 1952(dts)  | 20 lutego 1957(dts)     | 1895–1975  |
| Sekretarz                 | Marian Rybicki (PZPR)             | 20 listopada 1952(dts)       | 27 kwietnia 1956(dts)   | 1915–1987               |            |
| Członek                   |                                   | Aleksander Juszkiewicz (ZSL) | 20 listopada 1952(dts)  | 20 lutego 1957(dts)     | 1915–1975  |
| Członek                   |                                   | Henryk Kołodziejski          | 20 listopada 1952(dts)  | 18 kwietnia 1953(dts)   | 1884–1953  |
| Członek                   |                                   | Władysław Kowalski (ZSL)     | 20 listopada 1952(dts)  | 13 listopada 1956(dts)  | 1894–1958  |
| Członek                   |                                   | Wiktor Kłosiewicz (PZPR)     | 20 listopada 1952(dts)  | 13 listopada 1956(dts)  | 1907–1992  |
| Członek                   | Stefan Matuszewski (PZPR)         | 20 listopada 1952(dts)       | 20 lutego 1957(dts)     | 1905–1985               |            |
| Członek                   | Zygmunt Modzelewski (PZPR)        | 20 listopada 1952(dts)       | 18 czerwca 1954(dts)    | 1900–1954               |            |
| Członek                   | Alicja Musiałowa-Afanasjew (PZPR) | 20 listopada 1952(dts)       | 20 lutego 1957(dts)     | 1911–1998               |            |
| Członek                   |                                   | Józef Niećko (ZSL)           | 20 listopada 1952(dts)  | 20 listopada 1953(dts)  | 1891–1953  |
| Członek                   |                                   | Roman Zambrowski (PZPR)      | 20 listopada 1952(dts)  | 19 maja 1955(dts)       | 1909–1977  |
| Członek                   | Jerzy Albrecht (PZPR)             | 5 kwietnia 1955(dts)         | 20 lutego 1957(dts)     | 1914–1992               |            |
| Członek                   | Hilary Chełchowski (PZPR)         | 5 kwietnia 1955(dts)         | 20 lutego 1957(dts)     | 1908–1983               |            |
| Członek                   | Oskar Lange (PZPR)                | 5 kwietnia 1955(dts)         | 20 lutego 1957(dts)     | 1904–1965               |            |
| Sekretarz                 | Stanisław Skrzeszewski (PZPR)     | 27 kwietnia 1956(dts)        | 20 lutego 1957(dts)     | 1901–1978               |            |
| Członek                   |                                   | 27 kwietnia 1956(dts)        | 20 lutego 1957(dts)     | Jan Domański (ZSL)      | 1898–1978  |
| Zastępca Przewodniczącego |                                   | Stanisław Kulczyński (SD)    | 20 lutego 1957(dts)     | 13 listopada 1956(dts)  | 1895–1975  |
| Członek                   |                                   | Bolesław Podedworny (ZSL)    | 20 lutego 1957(dts)     | 13 listopada 1956(dts)  | 1898–1972  |
| Zastępca Przewodniczącego | Czesław Wycech (ZSL)              | 1899–1977                    | 20 lutego 1957(dts)     | 13 listopada 1956(dts)  |            |

## Rada Państwa II kadencji Sejmu (1957–1961)
| Funkcja                   | Imię i nazwisko                   | Imię i nazwisko            | Okres pełnienia funkcji | Okres pełnienia funkcji | Lata życia |
| Funkcja                   | Imię i nazwisko                   | Imię i nazwisko            | Od                      | Do                      | Lata życia |
| ------------------------- | --------------------------------- | -------------------------- | ----------------------- | ----------------------- | ---------- |
| Przewodniczący            |                                   | Aleksander Zawadzki (PZPR) | 20 lutego 1957(dts)     | 15 maja 1961(dts)       | 1899–1964  |
| Zastępca Przewodniczącego | Jerzy Albrecht (PZPR)             | 20 lutego 1957(dts)        | 16 listopada 1960(dts)  | 1914–1992               |            |
| Zastępca Przewodniczącego |                                   | Stanisław Kulczyński (SD)  | 20 lutego 1957(dts)     | 15 maja 1961(dts)       | 1895–1975  |
| Zastępca Przewodniczącego |                                   | Oskar Lange (PZPR)         | 20 lutego 1957(dts)     | 15 maja 1961(dts)       | 1904–1965  |
| Zastępca Przewodniczącego |                                   | Bolesław Podedworny (ZSL)  | 20 lutego 1957(dts)     | 15 maja 1961(dts)       | 1898–1972  |
| Sekretarz                 | Julian Horodecki (ZSL)            | 1907–1969                  | 20 lutego 1957(dts)     | 15 maja 1961(dts)       |            |
| Członek                   | Kazimierz Banach (ZSL)            | 1904–1985                  | 20 lutego 1957(dts)     | 15 maja 1961(dts)       |            |
| Członek                   |                                   | Leon Chajn (SD)            | 20 lutego 1957(dts)     | 15 maja 1961(dts)       | 1910–1983  |
| Członek                   |                                   | Władysław Gomułka (PZPR)   | 20 lutego 1957(dts)     | 15 maja 1961(dts)       | 1905–1982  |
| Członek                   | Leon Kruczkowski (PZPR)           | 1900–1962                  | 20 lutego 1957(dts)     | 15 maja 1961(dts)       |            |
| Członek                   | Ignacy Loga-Sowiński (PZPR)       | 1914–1992                  | 20 lutego 1957(dts)     | 15 maja 1961(dts)       |            |
| Członek                   | Alicja Musiałowa-Afanasjew (PZPR) | 1911–1998                  | 20 lutego 1957(dts)     | 15 maja 1961(dts)       |            |
| Członek                   | Roman Nowak (PZPR)                | 1900–1980                  | 20 lutego 1957(dts)     | 15 maja 1961(dts)       |            |
| Członek                   |                                   | Józef Ozga-Michalski (ZSL) | 20 lutego 1957(dts)     | 15 maja 1961(dts)       | 1919–2002  |
| Członek                   |                                   | Jerzy Zawieyski (Znak)     | 20 lutego 1957(dts)     | 15 maja 1961(dts)       | 1902–1969  |

## Rada Państwa III kadencji Sejmu (1961–1965)
| Funkcja                   | Imię i nazwisko                   | Imię i nazwisko            | Okres pełnienia funkcji | Okres pełnienia funkcji    | Lata życia |
| Funkcja                   | Imię i nazwisko                   | Imię i nazwisko            | Od                      | Do                         | Lata życia |
| ------------------------- | --------------------------------- | -------------------------- | ----------------------- | -------------------------- | ---------- |
| Przewodniczący            |                                   | Aleksander Zawadzki (PZPR) | 15 maja 1961(dts)       | 7 sierpnia 1964(dts)       | 1899–1964  |
| Zastępca Przewodniczącego |                                   | Stanisław Kulczyński (SD)  | 15 maja 1961(dts)       | 24 czerwca 1965(dts)       | 1895–1975  |
| Zastępca Przewodniczącego |                                   | Oskar Lange (PZPR)         | 15 maja 1961(dts)       | 24 czerwca 1965(dts)       | 1904–1965  |
| Zastępca Przewodniczącego | Edward Ochab (PZPR)               | 15 maja 1961(dts)          | 12 sierpnia 1964(dts)   | 1906–1989                  |            |
| Przewodniczący            | Edward Ochab (PZPR)               | 12 sierpnia 1964(dts)      | 24 czerwca 1965(dts)    | 1906–1989                  |            |
| Zastępca Przewodniczącego |                                   | Bolesław Podedworny (ZSL)  | 15 maja 1961(dts)       | 24 czerwca 1965(dts)       | 1898–1972  |
| Sekretarz                 | Julian Horodecki (ZSL)            | 1907–1969                  | 15 maja 1961(dts)       | 24 czerwca 1965(dts)       |            |
| Członek                   | Kazimierz Banach (ZSL)            | 1904–1985                  | 15 maja 1961(dts)       | 24 czerwca 1965(dts)       |            |
| Członek                   |                                   | Leon Chajn (SD)            | 15 maja 1961(dts)       | 24 czerwca 1965(dts)       | 1910–1983  |
| Członek                   |                                   | Jan Dąb-Kocioł (ZSL)       | 15 maja 1961(dts)       | 24 czerwca 1965(dts)       | 1898–1976  |
| Członek                   |                                   | Władysław Gomułka (PZPR)   | 15 maja 1961(dts)       | 24 czerwca 1965(dts)       | 1905–1982  |
| Członek                   | Leon Kruczkowski (PZPR)           | 15 maja 1961(dts)          | 1 sierpnia 1962(dts)    | 1900–1962                  |            |
| Członek                   | Ignacy Loga-Sowiński (PZPR)       | 15 maja 1961(dts)          | 24 czerwca 1965(dts)    | 1914–1992                  |            |
| Członek                   | Alicja Musiałowa-Afanasjew (PZPR) | 15 maja 1961(dts)          | 24 czerwca 1965(dts)    | 1911–1998                  |            |
| Członek                   | Roman Nowak (PZPR)                | 15 maja 1961(dts)          | 24 czerwca 1965(dts)    | 1900–1980                  |            |
| Członek                   |                                   | 15 maja 1961(dts)          | 24 czerwca 1965(dts)    | Józef Ozga-Michalski (ZSL) | 1919–2002  |
| Członek                   |                                   | 15 maja 1961(dts)          | 24 czerwca 1965(dts)    | Ryszard Strzelecki (PZPR)  | 1907–1988  |
| Członek                   |                                   | 15 maja 1961(dts)          | 24 czerwca 1965(dts)    | Jerzy Zawieyski (Znak)     | 1902–1969  |
| Członek                   |                                   | Jerzy Ziętek (PZPR)        | 24 czerwca 1965(dts)    | 29 marca 1963(dts)         | 1901–1985  |

## Rada Państwa IV kadencji Sejmu (1965–1969)
| Funkcja                   | Imię i nazwisko             | Imię i nazwisko                   | Okres pełnienia funkcji | Okres pełnienia funkcji   | Lata życia |
| Funkcja                   | Imię i nazwisko             | Imię i nazwisko                   | Od                      | Do                        | Lata życia |
| ------------------------- | --------------------------- | --------------------------------- | ----------------------- | ------------------------- | ---------- |
| Przewodniczący            |                             | Edward Ochab (PZPR)               | 24 czerwca 1965(dts)    | 11 kwietnia 1968(dts)     | 1906–1989  |
| Zastępca Przewodniczącego |                             | Stanisław Kulczyński (SD)         | 24 czerwca 1965(dts)    | 27 czerwca 1969(dts)      | 1895–1975  |
| Zastępca Przewodniczącego |                             | Oskar Lange (PZPR)                | 24 czerwca 1965(dts)    | 2 października 1965(dts)  | 1904–1965  |
| Zastępca Przewodniczącego | Ignacy Loga-Sowiński (PZPR) | 24 czerwca 1965(dts)              | 27 czerwca 1969(dts)    | 1914–1992                 |            |
| Zastępca Przewodniczącego |                             | 24 czerwca 1965(dts)              | 27 czerwca 1969(dts)    | Bolesław Podedworny (ZSL) | 1898–1972  |
| Sekretarz                 | Julian Horodecki (ZSL)      | 24 czerwca 1965(dts)              | 27 czerwca 1969(dts)    | 1907–1969                 |            |
| Członek                   | Kazimierz Banach (ZSL)      | 24 czerwca 1965(dts)              | 27 czerwca 1969(dts)    | 1904–1985                 |            |
| Członek                   | Franciszek Gesing (ZSL)     | 24 czerwca 1965(dts)              | 27 czerwca 1969(dts)    | 1904–1982                 |            |
| Członek                   |                             | 24 czerwca 1965(dts)              | 27 czerwca 1969(dts)    | Władysław Gomułka (PZPR)  | 1905–1982  |
| Członek                   |                             | Mieczysław Klimaszewski           | 24 czerwca 1965(dts)    | 14 grudnia 1965(dts)      | 1908–1995  |
| Zastępca Przewodniczącego | 14 grudnia 1965(dts)        | Mieczysław Klimaszewski           | 27 czerwca 1969(dts)    |                           | 1908–1995  |
| Członek                   |                             | Eugenia Krassowska-Jodłowska (SD) | 27 czerwca 1969(dts)    | 24 czerwca 1965(dts)      | 1910–1986  |
| Członek                   |                             | Roman Nowak (PZPR)                | 27 czerwca 1969(dts)    | 24 czerwca 1965(dts)      | 1900–1980  |
| Członek                   |                             | Józef Ozga-Michalski (ZSL)        | 27 czerwca 1969(dts)    | 24 czerwca 1965(dts)      | 1919–2002  |
| Członek                   |                             | Ryszard Strzelecki (PZPR)         | 27 czerwca 1969(dts)    | 24 czerwca 1965(dts)      | 1907–1988  |
| Członek                   | Władysław Wicha (PZPR)      | 1904–1984                         | 27 czerwca 1969(dts)    | 24 czerwca 1965(dts)      |            |
| Członek                   |                             | Jerzy Zawieyski (Znak)            | 24 czerwca 1965(dts)    | 11 kwietnia 1968(dts)     | 1902–1969  |
| Członek                   |                             | Jerzy Ziętek (PZPR)               | 24 czerwca 1965(dts)    | 27 czerwca 1969(dts)      | 1901–1985  |
| Członek                   | Julian Tokarski (PZPR)      | 14 grudnia 1965(dts)              | 1903–1977               | 27 czerwca 1969(dts)      |            |
| Przewodniczący            | Marian Spychalski (PZPR)    | 11 kwietnia 1968(dts)             | 27 czerwca 1969(dts)    | 1906–1980                 |            |
| Zastępca Przewodniczącego | Witold Jarosiński (PZPR)    | 22 grudnia 1968(dts)              | 27 czerwca 1969(dts)    | 1909–1993                 |            |

## Rada Państwa V kadencji Sejmu (1969–1972)
| Funkcja                   | Imię i nazwisko           | Imię i nazwisko                   | Okres pełnienia funkcji   | Okres pełnienia funkcji | Lata życia |
| Funkcja                   | Imię i nazwisko           | Imię i nazwisko                   | Od                        | Do                      | Lata życia |
| ------------------------- | ------------------------- | --------------------------------- | ------------------------- | ----------------------- | ---------- |
| Przewodniczący            |                           | Marian Spychalski (PZPR)          | 27 czerwca 1969(dts)      | 23 grudnia 1970(dts)    | 1906–1980  |
| Zastępca Przewodniczącego |                           | Mieczysław Klimaszewski           | 27 czerwca 1969(dts)      | 28 marca 1972(dts)      | 1908–1995  |
| Zastępca Przewodniczącego |                           | Ignacy Loga-Sowiński (PZPR)       | 27 czerwca 1969(dts)      | 13 lutego 1971(dts)     | 1914–1992  |
| Zastępca Przewodniczącego |                           | Zygmunt Moskwa (SD)               | 27 czerwca 1969(dts)      | 28 marca 1972(dts)      | 1908–1975  |
| Zastępca Przewodniczącego |                           | Bolesław Podedworny (ZSL)         | 27 czerwca 1969(dts)      | 13 lutego 1971(dts)     | 1898–1972  |
| Sekretarz                 | Ludomir Stasiak (ZSL)     | 27 czerwca 1969(dts)              | 28 marca 1972(dts)        | 1919–2001               |            |
| Członek                   | Kazimierz Banach (ZSL)    | 27 czerwca 1969(dts)              | 13 lutego 1971(dts)       | 1904–1985               |            |
| Członek                   |                           | Konstanty Dąbrowski (PZPR)        | 27 czerwca 1969(dts)      | 28 marca 1972(dts)      | 1906–1975  |
| Członek                   | Władysław Gomułka (PZPR)  | 27 czerwca 1969(dts)              | 20 maja 1971(dts)         | 1905–1982               |            |
| Członek                   |                           | Stefan Ignar (ZSL)                | 27 czerwca 1969(dts)      | 28 marca 1972(dts)      | 1908–1992  |
| Członek                   |                           | Witold Jarosiński (PZPR)          | 27 czerwca 1969(dts)      | 28 marca 1972(dts)      | 1909–1993  |
| Członek                   |                           | Eugenia Krassowska-Jodłowska (SD) | 27 czerwca 1969(dts)      | 28 marca 1972(dts)      | 1910–1986  |
| Członek                   |                           | Mieczysław Moczar (PZPR)          | 27 czerwca 1969(dts)      | 28 marca 1972(dts)      | 1913–1986  |
| Członek                   |                           | Józef Ozga-Michalski (ZSL)        | 27 czerwca 1969(dts)      | 28 marca 1972(dts)      | 1919–2002  |
| Członek                   |                           | Bolesław Rumiński (PZPR)          | 27 czerwca 1969(dts)      | 13 lutego 1971(dts)     | 1907–1971  |
| Zastępca Przewodniczącego | 13 lutego 1971(dts)       | Bolesław Rumiński (PZPR)          | 26 października 1971(dts) |                         | 1907–1971  |
| Członek                   | Ryszard Strzelecki (PZPR) | 27 czerwca 1969(dts)              | 28 marca 1972(dts)        | 1907–1988               |            |
| Członek                   | Jerzy Ziętek (PZPR)       | 27 czerwca 1969(dts)              | 28 marca 1972(dts)        | 1901–1985               |            |
| Przewodniczący            | Józef Cyrankiewicz (PZPR) | 23 grudnia 1970(dts)              | 28 marca 1972(dts)        | 1911–1989               |            |
| Zastępca Przewodniczącego |                           | Stanisław Gucwa (ZSL)             | 13 lutego 1971(dts)       | 28 marca 1972(dts)      | 1919–1994  |
| Członek                   |                           | Henryk Szafrański (PZPR)          | 13 lutego 1971(dts)       | 28 marca 1972(dts)      | 1905–1992  |
| Członek                   |                           | Franciszek Gesing (ZSL)           | 22 czerwca 1971(dts)      | 28 marca 1972(dts)      | 1904–1982  |
| Członek                   |                           | Bolesław Piasecki („Pax”)         | 22 czerwca 1971(dts)      | 28 marca 1972(dts)      | 1915–1979  |

## Rada Państwa VI kadencji Sejmu (1972–1976)
| Funkcja                   | Imię i nazwisko             | Imię i nazwisko            | Okres pełnienia funkcji | Okres pełnienia funkcji | Lata życia |
| Funkcja                   | Imię i nazwisko             | Imię i nazwisko            | Od                      | Do                      | Lata życia |
| ------------------------- | --------------------------- | -------------------------- | ----------------------- | ----------------------- | ---------- |
| Przewodniczący            |                             | Henryk Jabłoński (PZPR)    | 28 marca 1972(dts)      | 25 marca 1976(dts)      | 1909–2003  |
| Zastępca Przewodniczącego |                             | Janusz Groszkowski         | 28 marca 1972(dts)      | 25 marca 1976(dts)      | 1898–1984  |
| Zastępca Przewodniczącego |                             | Władysław Kruczek (PZPR)   | 28 marca 1972(dts)      | 25 marca 1976(dts)      | 1910–2003  |
| Zastępca Przewodniczącego |                             | Zygmunt Moskwa (SD)        | 28 marca 1972(dts)      | 23 lipca 1975(dts)      | 1908–1975  |
| Zastępca Przewodniczącego |                             | Józef Ozga-Michalski (ZSL) | 28 marca 1972(dts)      | 25 marca 1976(dts)      | 1919–2002  |
| Sekretarz                 | Ludomir Stasiak (ZSL)       | 1919–2001                  | 28 marca 1972(dts)      | 25 marca 1976(dts)      |            |
| Członek                   |                             | Edward Babiuch (PZPR)      | 28 marca 1972(dts)      | 25 marca 1976(dts)      | 1927–2021  |
| Członek                   |                             | Dyzma Gałaj (ZSL)          | 28 marca 1972(dts)      | 25 marca 1976(dts)      | 1915–2000  |
| Członek                   |                             | Michał Grendys (SD)        | 28 marca 1972(dts)      | 25 marca 1976(dts)      | 1912–1987  |
| Członek                   |                             | Halina Koźniewska          | 28 marca 1972(dts)      | 25 marca 1976(dts)      | 1920–1999  |
| Członek                   |                             | Wincenty Kraśko (PZPR)     | 28 marca 1972(dts)      | 25 marca 1976(dts)      | 1916–1976  |
| Członek                   | Mieczysław Moczar (PZPR)    | 1913–1986                  | 28 marca 1972(dts)      | 25 marca 1976(dts)      |            |
| Członek                   |                             | Bolesław Piasecki („Pax”)  | 28 marca 1972(dts)      | 25 marca 1976(dts)      | 1915–1979  |
| Członek                   |                             | Aleksander Schmidt (ZSL)   | 28 marca 1972(dts)      | 25 marca 1976(dts)      | 1919–2008  |
| Członek                   |                             | Henryk Szafrański (PZPR)   | 28 marca 1972(dts)      | 25 marca 1976(dts)      | 1905–1992  |
| Członek                   | Franciszek Szlachcic (PZPR) | 28 marca 1972(dts)         | 29 maja 1974(dts)       | 1920–1990               |            |
| Członek                   | Jerzy Ziętek (PZPR)         | 28 marca 1972(dts)         | 25 marca 1976(dts)      | 1901–1985               |            |
| Członek                   | Stanisław Wroński (PZPR)    | 26 czerwca 1974(dts)       | 25 marca 1976(dts)      | 1916–2003               |            |

## Rada Państwa VII kadencji Sejmu (1976–1980)
| Funkcja                   | Imię i nazwisko          | Imię i nazwisko            | Okres pełnienia funkcji | Okres pełnienia funkcji | Lata życia |
| Funkcja                   | Imię i nazwisko          | Imię i nazwisko            | Od                      | Do                      | Lata życia |
| ------------------------- | ------------------------ | -------------------------- | ----------------------- | ----------------------- | ---------- |
| Przewodniczący            |                          | Henryk Jabłoński (PZPR)    | 25 marca 1976(dts)      | 2 kwietnia 1980(dts)    | 1909–2003  |
| Zastępca Przewodniczącego | Edward Babiuch (PZPR)    | 25 marca 1976(dts)         | 18 lutego 1980(dts)     | 1927–2021               |            |
| Zastępca Przewodniczącego | Władysław Kruczek (PZPR) | 25 marca 1976(dts)         | 2 kwietnia 1980(dts)    | 1910–2003               |            |
| Zastępca Przewodniczącego |                          | 25 marca 1976(dts)         | 2 kwietnia 1980(dts)    | Tadeusz Młyńczak (SD)   | 1934–      |
| Zastępca Przewodniczącego |                          | 25 marca 1976(dts)         | 2 kwietnia 1980(dts)    | Zdzisław Tomal (ZSL)    | 1921–1984  |
| Sekretarz                 | Ludomir Stasiak (ZSL)    | 25 marca 1976(dts)         | 2 kwietnia 1980(dts)    | 1919–2001               |            |
| Członek                   | Edward Duda (ZSL)        | 25 marca 1976(dts)         | 2 kwietnia 1980(dts)    | 1922–1993               |            |
| Członek                   |                          | 25 marca 1976(dts)         | 2 kwietnia 1980(dts)    | Edward Gierek (PZPR)    | 1913–2001  |
| Członek                   |                          | 25 marca 1976(dts)         | 2 kwietnia 1980(dts)    | Michał Grendys (SD)     | 1912–1987  |
| Członek                   |                          | 25 marca 1976(dts)         | 2 kwietnia 1980(dts)    | Halina Koźniewska       | 1920–1999  |
| Członek                   |                          | Wincenty Kraśko (PZPR)     | 25 marca 1976(dts)      | 10 sierpnia 1976(dts)   | 1916–1976  |
| Członek                   |                          | Konstanty Łubieński (Znak) | 25 marca 1976(dts)      | 25 września 1977(dts)   | 1910–1977  |
| Członek                   |                          | Józef Ozga-Michalski (ZSL) | 25 marca 1976(dts)      | 2 kwietnia 1980(dts)    | 1919–2002  |
| Członek                   |                          | Bolesław Piasecki („Pax”)  | 25 marca 1976(dts)      | 1 stycznia 1979(dts)    | 1915–1979  |
| Członek                   |                          | Henryk Szafrański (PZPR)   | 25 marca 1976(dts)      | 2 kwietnia 1980(dts)    | 1905–1992  |
| Członek                   | Stanisław Wroński (PZPR) | 1916–2003                  | 25 marca 1976(dts)      | 2 kwietnia 1980(dts)    |            |
| Członek                   | Jerzy Ziętek (PZPR)      | 1901–1985                  | 25 marca 1976(dts)      | 2 kwietnia 1980(dts)    |            |
| Członek                   | Eugenia Kempara (PZPR)   | 18 grudnia 1976(dts)       | 1929–                   | 2 kwietnia 1980(dts)    |            |
| Członek                   |                          | Jan Szczepański            | 26 listopada 1977(dts)  | 2 kwietnia 1980(dts)    | 1913–2004  |
| Członek                   | Edmund Osmańczyk         | 8 lutego 1979(dts)         | 1913–1989               | 2 kwietnia 1980(dts)    |            |

## Rada Państwa VIII kadencji Sejmu (1980–1985)
| Funkcja                   | Imię i nazwisko              | Imię i nazwisko                  | Okres pełnienia funkcji  | Okres pełnienia funkcji | Lata życia |
| Funkcja                   | Imię i nazwisko              | Imię i nazwisko                  | Od                       | Do                      | Lata życia |
| ------------------------- | ---------------------------- | -------------------------------- | ------------------------ | ----------------------- | ---------- |
| Przewodniczący            |                              | Henryk Jabłoński (PZPR)          | 2 kwietnia 1980(dts)     | 6 listopada 1985(dts)   | 1909–2003  |
| Zastępca Przewodniczącego |                              | Tadeusz Młyńczak (SD)            | 2 kwietnia 1980(dts)     | 6 listopada 1985(dts)   | 1934–      |
| Zastępca Przewodniczącego |                              | Kazimierz Secomski               | 2 kwietnia 1980(dts)     | 6 listopada 1985(dts)   | 1910–2002  |
| Zastępca Przewodniczącego |                              | Zdzisław Tomal (ZSL)             | 2 kwietnia 1980(dts)     | 18 sierpnia 1984(dts)   | 1921–1984  |
| Zastępca Przewodniczącego |                              | Jerzy Ziętek (PZPR)              | 2 kwietnia 1980(dts)     | 6 listopada 1985(dts)   | 1901–1985  |
| Sekretarz                 |                              | Edward Duda (ZSL)                | 2 kwietnia 1980(dts)     | 23 marca 1983(dts)      | 1922–1993  |
| Członek                   |                              | Edward Gierek (PZPR)             | 2 kwietnia 1980(dts)     | 19 grudnia 1980(dts)    | 1913–2001  |
| Członek                   | Eugenia Kempara (PZPR)       | 2 kwietnia 1980(dts)             | 6 listopada 1985(dts)    | 1929–                   |            |
| Członek                   |                              | 2 kwietnia 1980(dts)             | 6 listopada 1985(dts)    | Emil Kołodziej (ZSL)    | 1917–2014  |
| Członek                   |                              | Władysław Kruczek (PZPR)         | 2 kwietnia 1980(dts)     | 26 maja 1982(dts)       | 1910–2003  |
| Członek                   |                              | Krystyna Marszałek-Młyńczyk (SD) | 2 kwietnia 1980(dts)     | 23 marca 1983(dts)      | 1930–2007  |
| Członek                   |                              | Jerzy Ozdowski (Znak)            | 2 kwietnia 1980(dts)     | 21 listopada 1980(dts)  | 1925–1994  |
| Członek                   |                              | Józef Ozga-Michalski (ZSL)       | 2 kwietnia 1980(dts)     | 6 listopada 1985(dts)   | 1919–2002  |
| Członek                   |                              | Henryk Szafrański (PZPR)         | 2 kwietnia 1980(dts)     | 6 listopada 1985(dts)   | 1905–1992  |
| Członek                   |                              | Jan Szczepański                  | 2 kwietnia 1980(dts)     | 4 maja 1982(dts)        | 1913–2004  |
| Członek                   |                              | Stanisław Wroński (PZPR)         | 2 kwietnia 1980(dts)     | 6 listopada 1985(dts)   | 1916–2003  |
| Członek                   | Zdzisław Żandarowski (PZPR)  | 2 kwietnia 1980(dts)             | 8 października 1980(dts) | 1929–1994               |            |
| Członek                   | Kazimierz Barcikowski (PZPR) | 8 października 1980(dts)         | 6 listopada 1985(dts)    | 1927–2007               |            |
| Członek                   |                              | Ryszard Reiff („Pax”)            | 12 lutego 1981(dts)      | 26 maja 1982(dts)       | 1923–2007  |
| Członek                   |                              | Mieczysław Róg-Świostek (PZPR)   | 12 lutego 1981(dts)      | 6 listopada 1985(dts)   | 1919–2000  |
| Członek                   | Stanisław Kania (PZPR)       | 26 maja 1982(dts)                | 1927–2020                | 6 listopada 1985(dts)   |            |
| Członek                   |                              | Alfons Klafkowski („Pax”)        | 26 maja 1982(dts)        | 6 listopada 1985(dts)   | 1912–1992  |
| Członek                   |                              | Kazimierz Morawski (ChSS)        | 26 maja 1982(dts)        | 6 listopada 1985(dts)   | 1929–2012  |
| Sekretarz                 |                              | Jerzy Szymanek (ZSL)             | 23 marca 1983(dts)       | 6 listopada 1985(dts)   | 1937–      |
| Członek                   |                              | Henryk Stawski (SD)              | 23 marca 1983(dts)       | 6 listopada 1985(dts)   | 1925–1998  |
| Zastępca Przewodniczącego |                              | Bolesław Strużek (ZSL)           | 20 września 1984(dts)    | 6 listopada 1985(dts)   | 1920–2007  |

## Rada Państwa IX kadencji Sejmu (1985–1989)
| Funkcja                   | Imię i nazwisko              | Imię i nazwisko            | Okres pełnienia funkcji | Okres pełnienia funkcji    | Lata życia |
| Funkcja                   | Imię i nazwisko              | Imię i nazwisko            | Od                      | Do                         | Lata życia |
| ------------------------- | ---------------------------- | -------------------------- | ----------------------- | -------------------------- | ---------- |
| Przewodniczący            |                              | Wojciech Jaruzelski (PZPR) | 6 listopada 1985(dts)   | 19 lipca 1989(dts)         | 1923–2014  |
| Zastępca Przewodniczącego | Kazimierz Barcikowski (PZPR) | 6 listopada 1985(dts)      | 19 lipca 1989(dts)      | 1927–2007                  |            |
| Zastępca Przewodniczącego |                              | 6 listopada 1985(dts)      | 19 lipca 1989(dts)      | Zenon Komender („Pax”)     | 1923–1993  |
| Zastępca Przewodniczącego |                              | 6 listopada 1985(dts)      | 19 lipca 1989(dts)      | Tadeusz Młyńczak (SD)      | 1934–      |
| Zastępca Przewodniczącego |                              | 6 listopada 1985(dts)      | 19 lipca 1989(dts)      | Tadeusz Szelachowski (ZSL) | 1932–2020  |
| Sekretarz                 | Zygmunt Surowiec (ZSL)       | 6 listopada 1985(dts)      | 19 lipca 1989(dts)      | 1920–2008                  |            |
| Członek                   |                              | Adolf Ciborowski (PZPR)    | 6 listopada 1985(dts)   | 26 stycznia 1987(dts)      | 1919–1987  |
| Członek                   | Elżbieta Gacek (PZPR)        | 17 czerwca 1988(dts)       | 6 listopada 1985(dts)   | 1938–                      |            |
| Członek                   | Władysław Jonkisz (PZPR)     | 6 listopada 1985(dts)      | 19 lipca 1989(dts)      | 1939–                      |            |
| Członek                   |                              | 6 listopada 1985(dts)      | 19 lipca 1989(dts)      | Witold Lipski (ZSL)        | 1925–1998  |
| Członek                   |                              | Alfred Miodowicz (PZPR)    | 6 listopada 1985(dts)   | 17 lipca 1986(dts)         | 1929–2021  |
| Członek                   |                              | Kazimierz Morawski (ChSS)  | 6 listopada 1985(dts)   | 19 lipca 1989(dts)         | 1929–2012  |
| Członek                   |                              | Jerzy Nawrocki (PZPR)      | 6 listopada 1985(dts)   | 19 lipca 1989(dts)         | 1926–1990  |
| Członek                   |                              | Kazimierz Secomski         | 6 listopada 1985(dts)   | 19 lipca 1989(dts)         | 1910–2002  |
| Członek                   |                              | Piotr Stefański (SD)       | 6 listopada 1985(dts)   | 19 lipca 1989(dts)         | 1931–2014  |
| Członek                   |                              | Władysław Szymański (ZSL)  | 6 listopada 1985(dts)   | 19 lipca 1989(dts)         | 1941–      |
| Członek                   |                              | Sylwester Zawadzki (PZPR)  | 6 listopada 1985(dts)   | 19 lipca 1989(dts)         | 1921–1999  |
| Członek                   | Jerzy Uziębło (PZPR)         | 17 lipca 1986(dts)         | 1942–                   | 19 lipca 1989(dts)         |            |
| Członek                   |                              | Aleksander Legatowicz      | 16 kwietnia 1987(dts)   | 19 lipca 1989(dts)         | 1923–2009  |
| Członek                   |                              | Zbigniew Messner (PZPR)    | 23 grudnia 1988(dts)    | 19 lipca 1989(dts)         | 1929–2014  |